# Ahigal
Ahigal − miasto w Hiszpanii, w regionie Extremadura. W 2007 liczyło 1 519 mieszkańców.
Nazwa pochodzi od figowca, który widnieje także na herbie. Należy do regionu Trasierra - Tierras de Granadilla i znajduje się pomiędzy miastami  Santibáñez el Bajo oraz Guijo de Granadilla.